# Williams Barlasina
Williams Barlasina Alsina (Providencia, 29 de junio de 1998) es un futbolista argentino. Juega de arquero y su equipo actual es Newell's Old Boys. 

## Carrera

### Newell's Old Boys
Barlasina surgió de las inferiores de Newell's Old Boys. No llegó a debutar como profesional, pero integró el banco de suplentes en varias oportunidades. La primera de ellas ocurrió el 14 de noviembre de 2020 en la victoria 2-4 sobre Lanús.

### Agropecuario
En 2022, fue prestado a Agropecuario, equipo de la Primera Nacional. Debutó el 12 de febrero en la derrota por 1 a 0 contra Deportivo Madryn.

## Estadísticas
- Actualizado hasta el 13 de julio de 2025.

| Newell's Old Boys Argentina | 1.ª                 | 2020                | 0  | 0  | 0 | 0 | - | - | 0  | 0  | 0,00 |
| Newell's Old Boys Argentina | 1.ª                 | 2021                | 0  | 0  | 0 | 0 | 0 | 0 | 0  | 0  | 0,00 |
| Newell's Old Boys Argentina | 1.ª                 | 2023                | 0  | 0  | 1 | 1 | 1 | 1 | 2  | 2  | 1,00 |
| Newell's Old Boys Argentina | 1.ª                 | 2025                | 1  | 1  | 0 | 0 | 0 | 0 | 1  | 1  | 1,00 |
| Newell's Old Boys Argentina | Total club          | Total club          | 1  | 1  | 0 | 0 | 0 | 0 | 3  | 3  | 1,00 |
| Agropecuario Argentina | 2.ª                 | 2022                | 33 | 24 | 3 | 2 | - | - | 36 | 26 | 0,72 |
| Agropecuario Argentina | Total club          | Total club          | 33 | 24 | 3 | 2 | - | - | 36 | 26 | 0,72 |
| Total en su carrera | Total en su carrera | Total en su carrera | 34 | 25 | 4 | 3 | 1 | 1 | 39 | 29 | 0,74 |
| (1) Las copas nacionales se refiere a la Copa Argentina y a la Copa de la Liga Profesional. (2) Las copas internacionales se refiere a la Copa Libertadores y a la Copa Sudamericana. (3) Media de goles recibidos por encuentro. No incluye goles en partidos amistosos. |                     |                     |    |    |   |   |   |   |    |    |      |